# 神君別傳
《神君別傳》為古龍早期作品，1961年由華源出版（一般誤以為1963年），為《劍毒梅香》的相關作品，不過亡佚已久。
2009年，風雲時代再次出版《神君別傳》，附在《劍毒梅香》之後，並附有陳曉林寫的序。據該序轉述古龍說法，當時只是短暫拖稿，清華出版社卻很快就請了別人代筆（代筆者是當時就讀高中的劉兆玄及其兄弟，也就是上官鼎），古龍看上官鼎續得不錯，也就樂觀其成。之後在華源出版社老闆的「激將」下，緊接著自己寫完的前四章而「再續新篇」，遂成《神君別傳》，也可以說就是排除上官鼎而自成體系、「純古龍版本」的《劍毒梅香》續集。

## 故事大綱
（上接《劍毒梅香》前四章）
七妙神君辛捷被長春島主無恨生關在船上後，遇上海盜，但是無恨生很快地就解決了這些海盜，而辛捷卻趁此機會逃至海盜船上，並威脅海盜將其送回武漢，但海盜見船已被無恨生打得殘破不堪，於是悄悄離去（海盜另有兩艘船），而辛捷所乘之船沒多久就沉沒。
之後辛捷漂到一孤島，上有一絕美少女咪咪。咪咪一生除了自己的大哥、二哥及婆子外，誰都沒見過，於是對辛捷馬上起好奇之心，進而愛上他（咪咪不經人世，是否為情書中含糊帶過）。沒多久咪咪的大哥、二哥來到島上（一個月來一次），沒想到此二人竟是辛捷殺父母之人「海天雙煞」。
原來海天雙煞生來殘廢，從小飽受歧視更不可能有女生愛他們，因而養成殺人成性的毛病。但還是希望有個女生能愛他，於是將咪咪帶到此島（當時還是嬰兒），希望她不要見到任何男人，這樣咪咪就會終身陪著他們了（書中明確表示出海天雙煞雖殺人不眨眼，但是卻還是深愛咪咪，對咪咪非常好）。但辛捷卻視之為淫徒，加上殺父母之仇，於是三人便動手。辛捷因有七妙神君之武功，與兩人打成平手；但咪咪不希望兩方有人受傷，於是將辛捷帶走，眾人才發現咪咪竟是身懷絕頂武功，甚至遠超過辛捷。
辛捷被咪咪偷偷帶到一個密室後，發現了前人的絕世武功「天一神功」。海天雙煞花了幾十天的時間終於找到此密室，而用火將辛捷悶死。之後海天雙煞乘著島上僅存的小船（來時的大船在與辛捷打鬥時，咪咪將其放走），但在海上卻遭受風浪而奄奄一息；這時卻碰上了咪咪與辛捷乘著的大船，原來辛捷從密室的密道逃走，並與咪咪乘著當時被放走的船而去（其實咪咪只是將船藏起來）。
辛捷看著奄奄一息的海天雙煞，一時不知到底該不該下手，不巧一個風浪將小船打翻，焦勞因而喪命，而焦化也因此瘋掉了，於是辛捷放過他們，與咪咪乘船回中土。

## 主要人物
- 辛捷：「滇桂雙鵰」辛鵬九夫婦的兒子。「七妙神君」梅山民唯一的傳人。
- 咪咪：孤島上的絕美少女。

## 次要人物
- 天殘焦化：名揚天下的「關中九豪」之首「海天雙煞」的哥哥，武林中一等一的魔頭。
- 天廢焦勞：名揚天下的「關中九豪」之首「海天雙煞」的弟弟，武林中一等一的魔頭。
- 無恨生：名聞天下的無極島主東海無恨生。
- 繆七娘：「九天玄女」。無極島主無恨生愛妻。
- 張菁：無極島主無恨生的愛女。美絕天人的妙齡少女。

## 外部連結
古龍武俠網──神君別傳 （页面存档备份，存于）
1. ↑  . 人間福報. 2014-09-21  [2020-11-16].